# Highway 400
A Highway 400 (nome oficial: The King's Highway 400) é uma rodovia canadense, localizada na província de Ontário, entre Toronto e Parry Sound (a extensão da rodovia a estenderá até Sudbury). É uma rodovia provincial, diretamente administrada pela província de Ontário. Possui 209 quilômetros de comprimento. É a principal via de acesso entre a Região Metropolitana de Toronto com a região central e noroeste de Ontário. Faz parte da Trans-Canada Highway.